# Aïn El Hadjar (Saida)
Aïn El Hadjar è un comune dell'Algeria, situato nella provincia di Saida.